# Siku Quanshu
La biblioteca imperial de Siku Quanshu (en chino, 四庫全書en chino simplificado, 四库全书; pinyin, sìkù quánshū oSsu-k'u ch'üan-shu),  traducida indistintamente por Colección Imperial de los Cuatro [depósitos], Los cuatro tesoros del Emperador, La Biblioteca reunida de las Cuatro Disciplinas de las Letras, o la Biblioteca reunida de los Cuatro Tesoros, constituye la mayor colección de libros de toda la historia de China y posiblemente el proyecto editorial más ambicioso jamás realizado. Fue recogida entre 1773 y 1882 durante la dinastía Qing.

## Historia
Comenzó a compilarse el año 1773 d. C. por edicto del emperador Qianlong y concluyó alrededor de 1781; constituye uno de los proyectos editoriales más importantes del mundo por ambición y antigüedad, ya que recoge tres milenios de los conocimientos acumulados por la cultura y la ciencia chinas: literatura, historia, medicina, ciencia, tecnología, diplomacia, filosofía, lingüística, historia, geografía... Fue impulsada por la dinastía Qing con el deseo de superar en obra cultural a la dinastía Ming y supuso escoger los mejores entre más de diez mil manuscritos chinos de todo el país (expurgando también aquellos dirigidos contra el estado) La colección cuenta con más de ochocientos millones de caracteres copiados a mano y de ella quedan solo cuatro copias conservadas en la Biblioteca Nacional de China. Se compiló en el período Qianlong de la dinastía Qing y constituye la colección más grande de textos de la China premoderna. El manuscrito Wenjin ge incluye un total de 36.304 volúmenes en 6.144 cajas, repartidos en 128 estanterías que comprenden 79.309 juan (secciones); se guardó primero en el pabellón Wenjin del Palacio de Verano de Rehe (Jehol, hoy en día Chengde). En 1914 pasó a formar parte de la Biblioteca Capital, denominada actualmente Biblioteca Nacional de China. La colección completa se divide en cuatro secciones: clásicos, historias, maestros y bellas letras; cada una se representa por los colores de las cuatro estaciones, para facilitar la búsqueda.

## Estructura
La colección se dividía en cuatro secciones y cuarenta y cuatro categorías:
- Textos clásicos.
- Historia y geografía de China.
- Filosofía y artes.
- Antologías literarias.